# AAA-Saison 1951
Die AAA-Saison 1951 war die 30. Meisterschaftssaison im US-amerikanischen Formelsport. Sie begann am 30. Mai mit dem Indianapolis 500 und endete am 11. November in Bay Meadows. Tony Bettenhausen sicherte sich den Titel.

## Rennergebnisse
| Nr. | Datum         | Veranstaltung (Rennstrecke)                                          | Meilen | Sieger            | Siegerteam                |
| --- | ------------- | -------------------------------------------------------------------- | ------ | ----------------- | ------------------------- |
| 01  | 30. Mai       | International 500 Mile Sweepstakes (Indianapolis Motor Speedway) (O) | 500    | Lee Wallard       | Kurtis Kraft-Offenhauser  |
| 02  | 10. Juni      | Rex Mays Classic (The Milwaukee Mile) (UO)                           | 100    | Tony Bettenhausen | Kurtis Kraft-Offenhauser  |
| 03  | 24. Juni      | Langhorne 100 (Langhorne Speedway) (UO)                              | 100    | Tony Bettenhausen | Kurtis Kraft-Offenhauser  |
| 04  | 04. Juli      | Darlington 250 (Darlington Raceway) (O)                              | 100    | Walt Faulkner     | Kuzma-Offenhauser         |
| 05  | 18. August    | Springfield 100 (Illinois State Fairgrounds) (UO)                    | 100    | Tony Bettenhausen | Kurtis Kraft-Offenhauser  |
| 06  | 26. August    | Milwaukee 200 (The Milwaukee Mile) (UO)                              | 200    | Walt Faulkner     | Kuzma-Offenhauser         |
| 07  | 01. September | Ted Horn Memorial (DuQuoin State Fairgrounds) (UO)                   | 100    | Tony Bettenhausen | Kurtis Kraft-Offenhauser  |
| 08  | 03. September | DuQuoin 150 (DuQuoin State Fairgrounds) (UO)                         | 101    | Tony Bettenhausen | Kurtis Kraft-Offenhauser  |
| 09  | 03. September | Pikes Peak Auto Hill Climb (BR)                                      | 12,42  | Al Rogers         | Offenhauser               |
| 10  | 08. September | Syracuse 100 (New York State Fairgrounds) (UO)                       | 67     | Tony Bettenhausen | Kurtis Kraft-Offenhauser  |
| 11  | 09. September | Detroit 100 (Michigan State Fairgrounds) (UO)                        | 100    | Paul Russo        | Russo/Nichels-Offenhauser |
| 12  | 23. September | Denver 100 (Centennial Park) (UO)                                    | 100    | Tony Bettenhausen | Kurtis Kraft-Offenhauser  |
| 13  | 21. Oktober   | San José 100 (San José Speedway) (UO)                                | 100    | Tony Bettenhausen | Kurtis Kraft-Offenhauser  |
| 14  | 04. November  | Phoenix 100 (Arizona State Fairgrounds) (UO)                         | 100    | Johnnie Parsons   | Kurtis Kraft-Offenhauser  |
| 15  | 11. November  | Bay Meadows 150 (Bay Meadows Race Track) (UO)                        | 150    | Johnnie Parsons   | Kurtis Kraft-Offenhauser  |

- Erklärung: O: Oval, UO: unbefestigtes Oval, BR: Bergrennen

## Fahrer-Meisterschaft (Top 10)
| 1. | Tony Bettenhausen | 2556   |
| 2. | Henry Banks       | 1856,6 |
| 3. | Walt Faulkner     | 1513,6 |
| 4. | Jack McGrath      | 1460,4 |
| 5. | Mike Nazaruk      | 1143   |

| 6.  | Johnnie Parsons | 1012  |
| 7.  | Lee Wallard     | 1000  |
| 8.  | Manuel Ayulo    | 997,5 |
| 9.  | Andy Linden     | 911   |
| 10. | Paul Russo      | 700   |